# Фонер, Наоми
Нао́ми Фо́нер (англ. Naomi Foner; род. 15 марта 1946) — американская сценаристка и кинорежиссёр.

## Ранние годы
Фонер родилась в Нью-Йорке, в еврейской семье. Её родителями были доктора Рут (урождённая Силбовиц; 1920—1968) и Сэмюэл Акс (1919—2014). Она окончила Барнард-колледж, где получила степень бакалавра в английской литературе, а также Колумбийский университет, где получила степень магистра искусств в психологии развития.

## Карьера
Фонер выступила автором сценария таких фильмов, как «Фиалки синие» (1986), «Бег на месте» (1988), «Опасная женщина» (1993), «Дело Исайи» (1995) и «Игра слов» (2005). За написание драмы «Бег на месте» она выиграла премию «Золотой глобус» за лучший сценарий, а также была номинирована на «Оскар» в категории «Лучший оригинальный сценарий».
В 2013 году Фонер дебютировала в режиссуре, поставив по собственному сценарию драму «Очень хорошие девочки».

## Личная жизнь
С 1965 по 1977 год Фонер была замужем за историком Эриком Фонером. С 1977 по 2009 год она была замужем за режиссёром Стивеном Джилленхолом, от которого у неё есть двое детей — актёры Мэгги (род. 1977) и Джейк (род. 1980).

## Избранная фильмография
- 1986 — «Фиалки синие[англ.]» (англ. Violets Are Blue) — автор сценария
- 1988 — «Бег на месте» (англ. Running on Empty) — автор сценария
- 1993 — «Опасная женщина» (англ. A Dangerous Woman) — автор сценария
- 1995 — «Дело Исайи[англ.]» (англ. Losing Isaiah) — автор сценария
- 2005 — «Игра слов[англ.]» (англ. Bee Season) — автор сценария
- 2013 — «Очень хорошие девочки» (англ. Very Good Girls) — автор сценария и режиссёр